# I Will Always Love You: The Best of Whitney Houston
I Will Always Love You: The Best of Whitney Houston è una raccolta postuma della cantante statunitense Whitney Houston, pubblicata il 13 novembre 2012 dalla RCA.

## Tracce
1. You Give Good Love
2. Saving All My Love for You
3. How Will I Know
4. Greatest Love of All
5. I Wanna Dance with Somebody
6. Didn't We Almost Have It All
7. So Emotional
8. Where Do Broken Hearts Go
9. I'm Your Baby Tonight
10. All The Man That I Need
11. I Will Always Love You
12. I'm Every Woman
13. I Have Nothing
14. Exhale
15. I Believe in You & Me
16. My Love Is Your Love
17. I Look to You featuring R. Kelly
18. Never Give Up

### Deluxe edition
1. Love Will Save the Day
2. One Moment in Time
3. It Isn't, It Wasn't, It Ain't Ever Gonna Be (with Aretha Franklin)
4. My Name Is Not Susan
5. I Belong to You
6. Run to You
7. Queen of the Night
8. Count on Me (with CeCe Winans)
9. Step by Step
10. It's Not Right but It's Ok
11. I Learned from the Best
12. If I Told You That
13. Heartbreak Hotel (feat Faith Evans & Kelly Price)
14. Million Dollar Bill

## Classifiche
| Classifica (2012)         | Posizione massima |
| ------------------------- | ----------------- |
| Belgio (Fiandre)          | 99                |
| Belgio (Vallonia)         | 109               |
| Francia                   | 99                |
| Grecia                    | 64                |
| Italia                    | 37                |
| Nuova Zelanda             | 29                |
| Paesi Bassi               | 61                |
| Polonia                   | 51                |
| Portogallo                | 29                |
| Regno Unito               | 29                |
| Regno Unito (R&B)         | 3                 |
| Spagna                    | 44                |
| Stati Uniti               | 14                |
| Stati Uniti (R&B/hip-hop) | 14                |
| Svizzera                  | 87                |
| Ungheria                  | 28                |

## Date di pubblicazione
| Paese       | Data             | Etichetta          | Formati                |
| ----------- | ---------------- | ------------------ | ---------------------- |
| Stati Uniti | 13 novembre 2012 | RCA                | CD, download digitale  |
| Italia      | 13 novembre 2012 | RCA                | 2CD, download digitale |
| Finlandia   | 16 novembre 2012 | Sony Music Finland | CD, download digitale  |
| Regno Unito | 19 novembre 2012 | RCA                | 2CD, download digitale |